# Вольфия
Вольфия (лат. Wolffia) — род водных однодольных растений из подсемейства рясковых (Lemnoideae) семейства Ароидные (Araceae). Около 10 видов. Включает самые маленькие цветковые растения на Земле, например, вольфию шаровидную.

## Описание
Представляют собой плавающие на поверхности воды зелёные или жёлто-зелёные эллиптические пластинки размером около 1 миллиметра (длиной 0,4—1,6 мм и шириной 0,2—1,0 мм; корней нет), например: 0,3—0,8 мм (Wolffia globosa), 0,5—0,8 мм (Wolffia angusta), 0,7—1,5 мм (Wolffia borealis), 0,5—1,6 мм (Wolffia brasiliensis). Вес отдельного растения Wolffia globosa (длиной 0,6 мм и шириной 0,3 мм) составляет всего 150 микрограмм.
Хромосомный набор (диплоидный) 2n = 20, 22, 30, 40, 42, 44, 46, 50, 60, 62, 80.
Вольфии содержат столько же белков, сколько и соевые бобы, что позволяет их использовать не только в аквариумистике (на корм рыбам и в качестве естественного затенения аквариума при выращивании тенелюбивых растений), но и в пищу для человека (даже выпекать на их основе сдобу). В сухой массе вольфий около 44 % углеводов, 20 % белков, 5 % жиров, витамины A, B2, B6, C и PP.

## Этимология
Название Wolffia дано в честь немецкого ботаника и энтомолога Йохана Ф. Вольфа (нем. Johann Friedrich Wolff, 1778—1806).

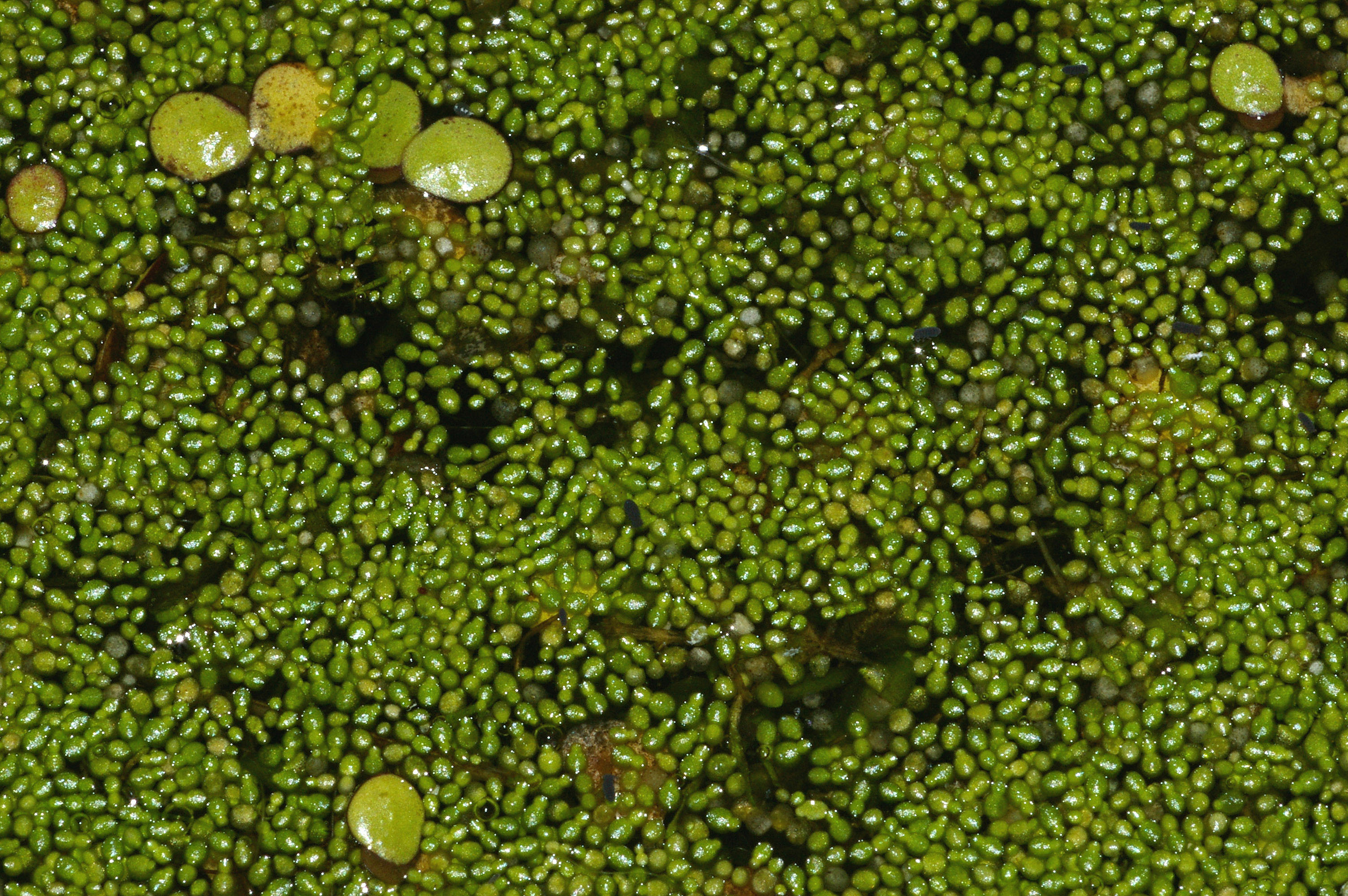
Мелкие Wolffia arrhiza и несколько крупных Spirodela polyrhiza

## Виды
Систематики насчитывают 11 видов, среди которых:
- Wolffia angusta Landolt
- Wolffia arrhiza (L.) Horkel ex Wimm. — Вольфия бескорневая
- Wolffia australiana (Benth.) Hartog & Plas
- Wolffia borealis (Engelm. ex Hegelm.) Landolt
- Wolffia brasiliensis Wedd.
- Wolffia columbiana H.Karst.
- Wolffia cylindracea Hegelm.
- Wolffia elongata Landolt
- Wolffia globosa (Roxb.) Hartog & Plas — Вольфия шаровидная
- Wolffia microscopica (Griff.) Kurz
- Wolffia neglecta Landolt